# Torneo de Umag 2022
El Plava Laguna Croatia Open Umag 2022 fue un torneo de tenis perteneciente al ATP Tour 2022 en la categoría ATP Tour 250. El torneo tuvo lugar en la ciudad de Umag (Croacia), desde el 25 hasta el 31 de julio de 2022 sobre tierra batida.

## Distribución de puntos
| Modalidad            | Campeón | Finalista | Semifinales | Cuartos de final | 2ª ronda | 1ª ronda | Clasificados | 2ª ronda de clasificación | 1ª ronda de clasificación |
| Individual masculino | 250     | 165       | 100         | 50               | 25       | 0        | 13           | 7                         | 0                         |
| Dobles masculino     | 250     | 150       | 90          | 45               | 20       | 0        | -            | -                         | -                         |

## Cabezas de serie

### Individuales masculino
| Tenista         | Ranking | Preclasificados |
| Carlos Alcaraz  | 6       | 1               |
| Jannik Sinner   | 10      | 2               |
| Holger Rune     | 27      | 3               |
| Sebastián Báez  | 32      | 4               |
| Alex Molčan     | 48      | 5               |
| Daniel Altmaier | 56      | 6               |
| Fabio Fognini   | 61      | 7               |
| Lorenzo Musetti | 62      | 8               |

- Ranking del 18 de julio de 2022.[2]

### Dobles masculino
| Tenista                           | Ranking | Preclasificados |
| Simone Bolelli Fabio Fognini      | 60      | 1               |
| Rafael Matos David Vega Hernández | 71      | 2               |
| Lloyd Glasspool Harri Heliövaara  | 78      | 3               |
| Andrey Golubev Máximo González    | 89      | 4               |

## Campeones

### Individual masculino
Jannik Sinner venció a  Carlos Alcaraz por 6-7(5-7), 6-1, 6-1

### Dobles masculino
Simone Bolelli /  Fabio Fognini vencieron a  Lloyd Glasspool /  Harri Heliövaara por 5-7, 7-6(8-6), [10-7]